# Leonora Castaño Cano
Leonora Castaño Cano es una campesina y defensora de los derechos de las mujeres colombiana, refugiada política en España desde 2003. Fue incluida en la campaña global Valiente de Amnistía Internacional, que se puso en marcha en mayo de 2017 y cuyo objetivo era aumentar el reconocimiento y la protección a las personas defensoras los derechos humanos en el mundo.

## Trayectoria
Castaño proviene de una familia campesina muy pobre, de 14 hermanos, dos de los cuales murieron víctimas del conflicto armado colombiano. Su madre, una mujer sin estudios pero con unas convicciones muy claras sobre el significado de la solidaridad era la encargada de la salud en la comunidad en la que vivían, adonde llegaban los enfermos de la zona para que ella los curara.
En 1973, Castaño comenzó su labor, tras lo cual pasó a formarse en la Escuela de Radio de Sutatenza Boyacá. Allí se unió a la Asociación Nacional de Usuarios Campesinos (ANUC), donde, después de un año de colaboración, fue elegida para el secretariado de mujeres. Con este puesto, ganó experiencia para contribuir después en la Unidad Campesina y volver para trabajar a nivel local y regional en el Valle del Cauca, donde trabajó por la creación de la Fundación para el Desarrollo Campesino (FUNDECA).
Durante tres años fue parte del Consejo Nacional de Planeación mientras completaba sus estudios de administración de empresas en economía solidaria. Durante el cénit del conflicto colombiano, ANMUCIC sufrió ataques de paramilitares, amenazas y varios miembros fueron asesinados. Castaño participó en sesiones de la Comisión Inter-Americana de Derechos Humanos para conseguir mayor protección para las mujeres defensoras de los derechos humanos. En diciembre de 2003, abandonó el país y se marchó a España con su compañero y sus dos hijos con el apoyo de Amnistía Internacional y la Comisión Colombiana de Juristas, debido al empeoramiento de las condiciones humanitarias y de los derechos humanos en el país así como las constantes amenazas que recibía.

## Reconocimientos
En 2004, Castaño recibió el premio Voces Valientes que otorga la Comisión de Mujeres y Niños Refugiados. En marzo de 2018, recibió el reconocimiento de las autoridades valencianas como defensora de los derechos humanos y como líder político y social. En abril de 2018, fue reconocida por el consulado de Colombia como víctima del conflicto armado colombiano en la conmemoración del Día de las Víctimas.
En mayo de 2018, Amnistía Internacional puso en marcha la campaña Valiente:Editar cuyo objetivo era aumentar la presencia de las defensoras de derechos humanos en Wikipedia. De esta forma, se incluyó a Castaño junto a otras activistas como Alba Teresa Higueras, defensora colombiana de los derechos humanos y de la mujer; Alba Villanueva, activista española por el derecho a la libertad de expresión; Alejandra Jacinto, abogada española por el derecho a la vivienda; Arantxa Mejías, activista española por el derecho a la vivienda; Asha Ismail, activista keniana contra la mutilación genital femenina; La Colectiva, asociación de mujeres colombianas y españolas refugiadas, exiliadas y migradas.